# Кіра (одяг)

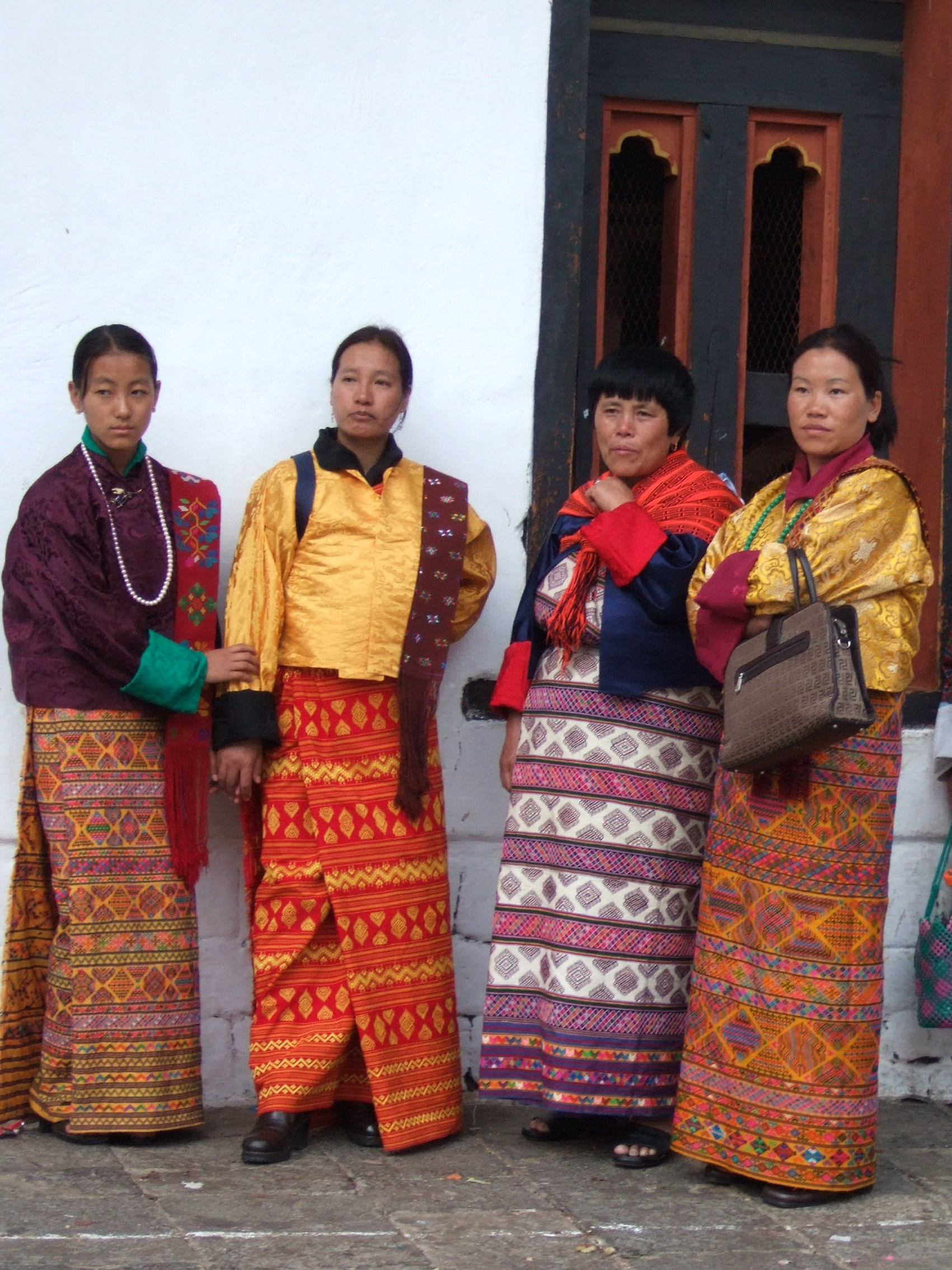
Бутанські жінки, одягнуті в кіра і тего

Кіра (англ. Kira) — національний костюм жінок Бутану. Це одяг до самої землі, який шиється з трьох полотен, які утворюють великий прямокутник. Його зазвичай особливим чином обертають навколо тіла з великим заходом, закріплюючи декоративними елементами, часто срібною брошкою. Під кіру зазвичай одягається блузка з довгими рукавами, а зверху накидається короткий жакет тего.
Кіра обов'язкова в офіційних установах, школах, університетах та дзонгах.